# Medmar Giorgia
Die Medmar Giorgia ist eine italienische Ro-Pax-Fähre der Reederei Medmar Navi.

## Geschichte
Die Fähre wurde unter der Baunummer 168 auf der Svendborg Værft in Svendborg für die dänische Reederei Sydfyenske Dampskibsselskab in Spodsbjerg gebaut. Die Kiellegung fand am 13. November 1982, der Stapellauf am 14. Mai 1982 statt. Das Schiff wurde im August 1982 abgeliefert und anschließend als Odin Sydfyen unter dänischer Flagge auf der Strecke zwischen Spodsbjerg auf der Insel Langeland und Tårs auf der Insel Lolland eingesetzt. Das Schiff war die zweite Fähre eines Flottenerneuerungsprogramms der Reederei. Zuvor war die 1978 gebaute Thor Sydfyen in Dienst gestellt worden. 1984 folgte die Frigg Sydfyen, ein Schwesterschiff der Odin Sydfyen.
Mit der Abspaltung der SFDS af 1991 von der Sydfyenske Dampskibsselskab im Jahr 1991 kam die Fähre zur SFDS af 1991. 1996 wurde die SFDS af 1991 durch die DSB Rederi übernommen und die Fähre in der Folge von der DSB Rederi betrieben. Mit der Auslagerung des Fährgeschäftes in die Scandlines Danmark durch die Dänischen Staatsbahnen (DSB) wurde die Fähre 1997 Teil der Flotte von Scandlines Danmark.
Ende 2007 wurde die Fähre an die Reederei Sydfynske verkauft, die sie durch Langelandstrafikken weiter im Fährverkehr zwischen Spodsbjerg und Tårs betreiben ließ. Zum 1. Oktober 2010 kam das Schiff zu Danske Færger, das aus dem Zusammenschluss von Nordic Ferry Services, Bornholmstrafikken und Sydfynske entstanden war.
Ab Ende Mai 2012 verkehrte die Fähre zwischen Bøjden auf der Insel Als und Fynshav auf der Insel Fünen, ab Juni 2012 gemeinsam mit der Frigg Sydfyen. Mitte März 2015 wurde die Fähre auf der Strecke durch die Fynshav ersetzt. Im April 2015 wurde sie an die finnische Reederei J & L Shipping in Mariehamn verkauft. Neuer Name der nun unter finnischer Flagge mit Heimathafen Brändö betriebenen Fähre wurde Odin. J & L Shipping nutzt das Schiff im Auftrag der Åländischen Landschaftsregierung im Fährverkehr der Ålandinseln. Zunächst wurde es zwischen Långnäs, Överö und Snäckö eingesetzt. Später verkehrte die Fähre zwischen Kumlinge, Föglö und Långnäs.
2024 wurde die Fähre an die italienische Reederei Medmar Navi verkauft. Das in Medmar Giorgia umbenannte und unter die Flagge Italiens gebrachte Schiff ist für den Fährverkehr von Neapel zu den Phlegräischen Inseln vorgesehen, wurde zunächst aber in Neapel aufgelegt.

## Technische Daten und Ausstattung
Das Schiff wird von zwei MAN-B&W-Dieselmotoren (Typ: 6T23L) mit jeweils 685 kW Leistung angetrieben. Die Motoren wirken auf zwei Verstellpropeller mit Beckerruder. Das Schiff ist mit zwei Bugstrahlrudern ausgestattet.
Die Fähre verfügt über ein durchlaufendes Fahrzeugdeck, das über Rampen zugänglich ist. Das Fahrzeugdeck ist vollständig geschlossen. Am Bug befindet sich ein nach oben aufklappbares Bugvisier, am Heck eine nach oben aufklappbare Heckklappe.
Oberhalb des Fahrzeugdecks befinden sich drei Decks. Hier sind unter anderem die Einrichtungen für die Passagiere untergebracht, darunter Aufenthaltsräume und eine Cafeteria. Im hinteren Bereich des Schiffes befindet sich ein Sonnendeck mit Sitzgelegenheiten für die Passagiere. Die Brücke befindet sich im vorderen Bereich des Schiffes. Zur besseren Übersicht gehen die Nocken auf beiden Seiten etwas über die Schiffsbreite hinaus. Zur besseren Übersicht beim rückwärtigen Anlegen befindet sich ein zusätzlicher Steuerstand in hinteren Bereich der Decksaufbauten.
Die Fähre ist für 338 Passagiere zugelassen. Die Reederei vermarktet die Fähre gemäß den Anforderungen der Åländischen Landschaftsregierung aber nur für 80 Passagiere. Die Fahrzeugkapazität der Fähre beträgt 50 Pkw.
Der Rumpf des Schiffes ist eisverstärkt (Eisklasse 1C).